# Hermaringen
Hermaringen è un comune tedesco di 2 297 abitanti, situato nel land del Baden-Württemberg. È il più piccolo comune indipendente del distretto di Heidenheim.